# DMADV
DMADV  steht für die Phasen eines Prozessmanagement-Prozesses. DMADV ist der Kernprozess des Qualitätsansatzes im Qualitätsmanagement, Design for Six Sigma (DFSS) und hat als Ziel, neue Produkte und Prozesse zu entwickeln bzw. weiterzuentwickeln, dass diese ein vorgegebenes Six Sigma-Leistungsniveau erreichen.
- Define: Definiert wird, was der Auftrag und das Ziel des DFSS-Projektes ist und ein Projektplan wird erstellt.

- Measure: Es werden die Kundenbedürfnisse festgestellt und daraus Entwicklungsvorgaben (Produktanforderungen, -spezifikationen) abgeleitet. Mit den entsprechenden Methoden werden Daten für die Entscheidungsfindung über das weitere Vorgehen gesammelt. Nach Abschluss der Phase liegen vor:
  - ein Datensammlungsplan mit Datentyp und Datensammlungsmethode
  - ein validiertes Messsystem
  - genügend Stichprobendaten zur Analyse des Prozesses
  - einige vorläufige Auswertungen, um die Grundrichtung des Problems zu erkennen

- Analyse: Die gesammelten Daten werden mit statistischen Verfahren analysiert. Designalternativen werden miteinander verglichen und die beste Lösung ausgewählt.

- Design: Der Detailentwurf der besten Lösung wird durchgeführt und optimiert.

- Verify: Die Leistungsfähigkeit des Produkts wird überprüft.